# Odbielacz fotograficzny
Odbielacz fotograficzny – kąpiel chemiczna polegająca na usunięciu części lub całości materiału fotograficznego. Stosuje się ją w celu przygotowania do późniejszego tonowania.